# Stenetrium mediterraneum
Stenetrium mediterraneum is een pissebed uit de familie Stenetriidae. De wetenschappelijke naam van de soort is voor het eerst geldig gepubliceerd in 1905 door Hans Jacob Hansen.